# Купенко Борис Іванович
Борис Іванович Купе́нко (нар. 10 травня 1922, Шахти — пом. 15 березня 1992, Донецьк) — український радянський художник театру.

## Біографія
Народився 10 травня 1922 року в місті Шахтах (нині Ростовська область, Росія). 1939 року закінчив Ростовський художній технікум. Упродовж 1939—1941 років працював художником-декоратором Шахтинського драматичного театру.
Брав участь у німецько-радянській війні. У 1944—1955 роках завідував художньо-декоративним цехом Сталінського драматичного театру імені Артема. Член ВКП(б) з 1951 року.
З 1955 року працював у Донецькому театрі опери та балету: до 1960 року завідував художньо-декоративним цехом; у 1960—1962 роках — художником-постановником; у 1962—1990 роках — головним художником. Помер у Донецьку 15 березня 1992 року.

## Творчість
Здійснив оформлення:
опер
- «Богдан Хмельницький» Костянтина Данькевича (1951);
- «Ромео і Джульєтта» (1959) і «Фауст» (1975) Шарля Ґуно;
- «Заручини в монастирі» Сергія Прокоф'єва (1961);
- «Наймичка» Михайла Вериківського (1961);
- «Вулкан» Євгена Юцевича (1961);
- «Сільська честь» П'єтро Масканьї (1964);
- «Десять днів, що сколихнули світ» Марка Кармінського (1971);
- «Крізь полум'я» Віталія Губаренка (1976);
- «Лючія ді Ламмермур» (1977) і «Фаворитка» (1986) Гаетано Доніцетті;
- «Ярослав Мудрий» Юлія Мейтуса (1973, 1976);
- «Князь Ігор» Олесандра Бородіна (1984);
- «Іоланта» Петра Чайковського (1986);
- «Малюк і Карлсон» Юрія Тер-Осипова (1989);

балетів
- «Болеро» Моріса Равеля (1959, 1962);
- «Франческа да Ріміні» (1959, 1965, 1986, 1990) та «Лебедине озеро» (1973, 1976, 1984) Петра Чайковського;
- «Спартак» Арама Хачатуряна (1963);
- «Ромео і Джульєтта» Сергія Прокоф'єва (1978);
- «Казки Віденського лісу» на музику Йоганна Штраусса (1980);
- «Сонячний камінь» Віталія Кирейка (1984);

хореографічних мініатюр
- «Ніч на Лисій горі» Модеста Мусоргського (1986);
- «Гуцульські картинки» Лева Колодуба (1986);
- «Пустотливі частівки» Родіона Щедріна (1986);
- «Цілина» Олександра Рудянського (1987).

## Відзнаки
- Нагороджений орденами Слави ІІІ ступеня (6 листопада 1947), Жовтневої Революції, Вітчизняної війни І ступеня (6 квітня 1985)[2];
- Заслужений діяч мистецтв УРСР з 1968 року;
- Народний художник УРСР з 1982 року.